# Fátima Gallardo
Fátima Gallardo Carapeto (Badajoz, 24 de mayo de 1997) es una deportista española que compite en natación. Ganó una medalla de plata en el Campeonato Europeo de Natación de 2016 en la prueba de 4 × 200 m libre.

## Palmarés internacional
| Campeonato Europeo | Campeonato Europeo    | Campeonato Europeo | Campeonato Europeo |
| Año                | Lugar                 | Medalla            | Prueba             |
| ------------------ | --------------------- | ------------------ | ------------------ |
| 2016               | Londres (Reino Unido) | Medalla de plata   | 4 × 200 m libre    |